# コルドバ - マラガ高速鉄道線
コルドバ - マラガ高速線は、マドリード-セビリア高速線の高速支線であり、マラガ市とスペインの他の高速ネットワークを接続している。マドリード - セビリア線のアルモドバル・デル・リオ分岐で始まり、155km先のマラガ＝マリア・サンブラノ駅で終わる。アンテケラ＝サンタ・アナ駅でアンダルシア横断鉄道軸と交差する。最高設計速度は350km/hであるが、現在AVEの列車は300 km/hを超えておらず、両都市間の最小移動時間は49分である。

## 歴史
アンダルシアへの新しい鉄道アクセスの一部と見なすことができるコルドバ - マラガ高速線は、PEIT（開発省の戦略的インフラ計画、2005-2020）の一部であり、推定投資額は21億ユーロである。その建設と運営はADIFに委託された。
この路線は、アンダルシア州のコルドバ、セビリア、マラガの19の自治体を通過する。起源は、マドリッド - セビリア高速線の357.997 km、アルモドバル・デル・リオのマラガ高速鉄道分岐点である。その地点からの路線の長さは155kmであり、これは、在来線の199 kmに対して、コルドバ駅からマラガ駅までの全長が169kmであることを意味する。許容される最高速度は350 km/hである。
この路線は、次の2つのセクションに分割できる。
1. アルモドバル・デル・リオ - アンテケラ：長さ約100km。このセクションの作業は2001年6月に開始され、 2006年12月16日から、新しいプエンテ・ヘニル＝エレラ駅とアンテケラ＝サンタ・アナ駅で運行されている。
2. アンテケラ - マラガ：長さ約55km。工事は2002年3月に開始され、2007年12月23日から運行されており、マドリッドからマラガまでわずか2時間30分で直通のAVE列車で走破することができる。

マラガにおける鉄道の一体化に関しては、2006年2月25日に工事が開始され、予算は144,605,299.44ユーロである。このセクションの全長は3kmである。工事は2010年に完了し、マラガ・セントゥロアラメダ駅の改造が含まれていた。 以前は線路で占められていた土地の開発と、港への鉄道の埋設は保留中である。高速線（標準軌複線）と在来線（イベリア軌間複線）が1,932 mの長さのトンネルを通ってマラガを循環し、この統合のためにサンアンドレ駅が改修され、セルカニアス・マラガのC-1線のビクトリア・ケント地下駅が建設された。したがって、マラガ駅には8つの線路があり、5線は標準軌、3線はイベリア軌間である。

## 旅客動態
2013年5月末には、このインフラを利用した旅客数が1,000万人に達した。同日、マドリード - マラガ間を高速鉄道で移動した人は86％、航空機で移動した人は14％であった。2007年のモーダルシェアは、航空機が72％、鉄道が28％であった。

## 技術特性
| 長さ                         | 155 km                                                                             |
| トンネルの全長               | 25 km （8トンネル）                                                                |
| 高架橋の全長                 | > 11 km（19の高架橋）                                                              |
| 軌間                         | 標準軌（1,435 mm）                                                                 |
| 電化                         | 交流25 kV 50 Hz                                                                    |
| 最大速度                     | 350 km/h                                                                           |
| 信号システム                 | ASFA200およびLZBでサポートされるERTMS                                              |
| 通信                         | GSM-Rベースのデジタル車上 - 地上無線                                               |
| 最小半径                     | 7,250 m                                                                            |
| 最大カント                   | 140 mm                                                                             |
| 最大勾配                     | 27 ‰                                                                               |
| 軌道間距離                   | 4.7 m                                                                              |
| プラットフォームの幅         | 14 m                                                                               |
| 新規に建設された駅           | 2（プエンテ・ヘニル＝エレラとアンテケラ＝サンタ・アナ）                            |
| その他のインフラストラクチャ | アンテケラ＝サンタ・アナ デュアル軌間変更設備とビアリア - マリアサンブラノセンター |

### 特異な要素
コルドバからマラガに到達するためにベティコ山系周辺の最初の丘陵地帯を横断する必要性は、そのルートの高い割合でこのラインに橋とトンネルの建設を課した。したがって、次のエンジニアリングマイルストーンを強調する価値がある。
- アブダラヒストンネル：ゴバンテス - アブダラヒストンネルの区間にあり、ヴァレ・デ・アブダラヒス山脈とウマ山脈を貫通する。本トンネルは、19の避難およびセキュリティ通路によって350 mごとに接続された7.3 kmの2つの単線並列トンネルである。
- ヘニル川に架かる橋：ヘニル川を渡るために建設され、本路線で最も長い（1,393 m）
- アロヨ・デ・ラス・ピエドラス高架橋：本路線で最も高く（93.4 m）、最も長い（1,208.9 m）ものの1つである。
- アルモドバル・デル・リオ分岐点は、マドリッド - セビリア高速線から分岐する。左側は728 m、右側は827 mである。

## この路線で運行される列車
| 列車種別 | <<                                   | >>                         | 途中停車駅 | 車両        | 所要時間                                                             |
| --- | ------------------------------------ | -------------------------- | --- | ----------- | -------------------------------------------------------------------- |
| AVE | マドリード＝プエルタ・デ・アトーチャ | マラガ＝マリア・サンブラノ | シウダー・レアル、プエルトリャノ、コルドバ、プエンテ・ヘニル - エレラ、アンテケラ＝サンタ・アナ                                                                              | S102 / S103 | 2時間50分                                                            |
| AVE | マドリード＝プエルタ・デ・アトーチャ | マラガ＝マリア・サンブラノ | コルドバ | S102 / S103 | 2時間40分                                                            |
| AVE | マドリード＝プエルタ・デ・アトーチャ | マラガ＝マリア・サンブラノ | 無停車 | S102 / S103 | 2時間20分                                                            |
| AVE | マドリード＝プエルタ・デ・アトーチャ | グラナダ                   | シウダー・レアル、プエルトリャノ、コルドバ、アンテケラ＝サンタ・アナ、ロハ                                                                                                   | S102 / S112 | 3時間15分                                                            |
| AVE | バルセロナ・サンツ                   | マラガ＝マリア・サンブラノ | カンプ・ダ・タラゴナ、リェイダ、サラゴサ＝デリシアス、シウダー・レアル、プエルトリャノ、コルドバ、プエンテ・ヘニル＝エレラ、アンテケラ＝サンタ・アナ                         | S112        | 5時間30分 マドリード-バルセロナ高速線とマドリード-セビリア高速線経由 |
| Avant | セビリア＝サンタ・フスタ             | マラガ＝マリア・サンブラノ | コルドバ＝セントラル、プエンテ・ヘニル＝エレラ、アンテケラ＝サンタ・アナ | S104        | 1時間55分                                                            |
| Av City | バレンシア＝ホアキン・ソローリャ     | マラガ＝マリア・サンブラノ | バレンシア＝ホアキンソローリャ、クエンカ＝フェルナンド・ソベル、シウダー・レアル、・プエルトリャノ、コルドバ＝セントラル、プエンテ・ヘニル＝エレラ、アンテケラ＝サンタ・アナ | S104        | 4時間30分                                                            |
| 標準軌 - イベリアゲージ間軌間変更を行う列車 アンテケラ＝サンタ・アナ軌間変更設備を介して軌間の違う路線にアクセスする |                                      |                            | |             |                                                                      |
| Altaria | マドリード＝プエルタ・デ・アトーチャ | アルヘシラス               | シウダー・レアル、プエルトリャノ、ビジャヌエバ・デ・コルドバ＝ロス・ペドロチェス、コルドバ、アンテケラ＝サンタ・アナ、ロンダ                                                 | タルゴVII   | 5時間25分                                                            |

## 未来
現在、コルドバ - マラガ高速線に接続する路線が1つ建設中である。

### アンテケラ - アルヘシラス
ジブラルタル海峡への高速路線は2段階で開発されている。アンテケラ＝サンタ・アナとロンダの間の路線は、標準軌複線の新しいものになる。ロンダからアルヘシラスまでは、既存の線路が改造され、電化されるとともに標準軌とイベリアゲージの三線軌条となる。

## 参考
- マドリード - セビリア高速線
- アンテケラ - グラナダ高速線（スペイン語版）